# 白长腹蝇虎
白长腹蝇虎属（学名：Zeuxippus pallidus）为跳蛛科长腹蝇虎属的动物。分布于越南、缅甸以及中国大陆的浙江、湖南、福建、广东、贵州等地。该物种的模式产地在缅甸。

## 外部連結
- 維基物種上的相關：白长腹蝇虎